# ERA Tipo E

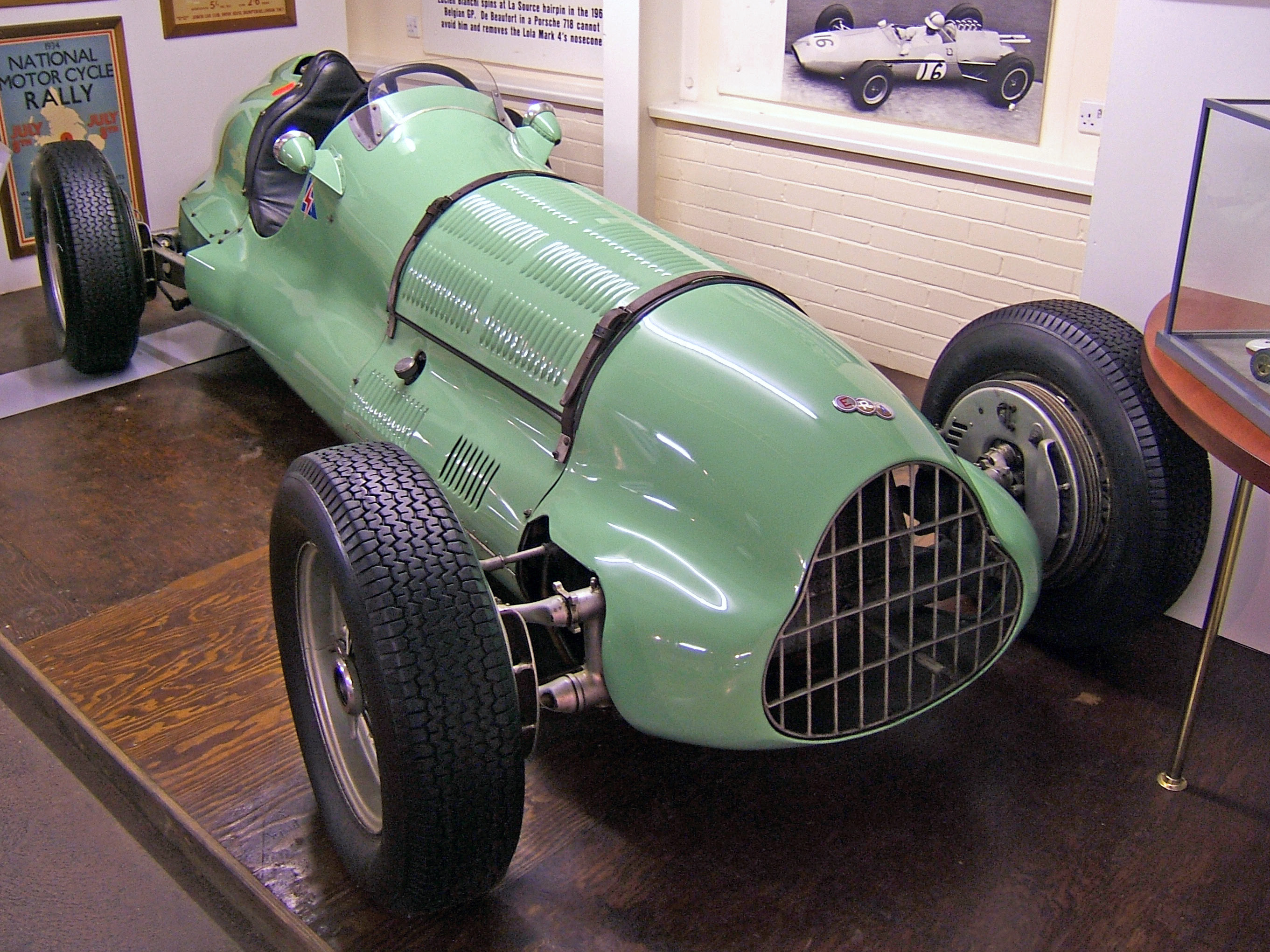
ERA Tipo E utilizzata in Formula 1 nel 1950

La ERA Tipo E, chiamata anche ERA E-type è una monoposto costruita dalla scuderia inglese ERA e utilizzata in vario modo in molteplici gare e competizioni tra il 1938 e il 1951, soprattutto in Formula 1 per partecipare campionato mondiale di Formula 1 1950.